# Малая Дубровка (Калининградская область)
Малая Дубровка (до 1938 — Братрикен (нем. Bratricken), до 1947 — Брахеталь (нем. Brahetal)) — посёлок в Озёрском муниципальном округе Калининградской области.

## География
Находится в южной части Калининградской области, в зоне хвойно-широколиственных лесов, в пределах Виштынецкой возвышенности, на правом берегу реки Удельной, при автодороге 27К-162, на расстоянии примерно 12 километров (по прямой) к северо-западу от города Озёрска, административного центра района. Абсолютная высота — 78 метров над уровнем моря.

### Климат
Климат характеризуется как переходный от морского к умеренно континентальному. Среднегодовая температура воздуха — 7,7 °C. Средняя температура воздуха самого холодного месяца (января) — −2,9 °C (абсолютный минимум — −35 °C); самого тёплого месяца (июля) — 18,7 °C (абсолютный максимум — 36 °C). Годовое количество атмосферных осадков — 775 мм, из которых большая часть выпадает в тёплый период.

### Часовой пояс
Посёлок Малая Дубровка как и вся Калининградская область, находится в часовой зоне МСК−1. Смещение применяемого времени относительно UTC составляет +2:00.

## История
До 1938 года носил название Братрикен. В период с 1938 по 1950 годы назывался Брахеталь. В период с 2008 по 2014 годы Малая Дубровка входила в состав Новостроевского сельского поселения Озёрского района, с 2014 по 2022 годы — в состав Озёрского городского округа.

## Население
| 1818 | 1863 | 1907 | 1933 | 1939 | 2002 | 2010 |
| ---- | ---- | ---- | ---- | ---- | ---- | ---- |
| 187  | ↗201 | ↘160 | ↗240 | ↘210 | ↘65  | ↘57  |

### Национальный состав
Согласно результатам переписи 2002 года, в национальной структуре населения русские составляли 75 %.